# Judith Barker
Judith Barker (Oldham, 22 juni 1943) is een Brits actrice.

## Carrière
Barker begon in 1964 met acteren in de televisieserie Crossroads, waarna zij nog meerdere rollen speelde in televisieseries en films.

## Filmografie

### Films
Uitgezonderd korte films.
- 2020 Pace - als Mary Ridgway
- 2017 Lies We Tell - als Ruth
- 2016 Grimsby - als oude vrouw
- 2013 The Last Witch - als Margaret Aspinall
- 2006 Miss Potter - als Hilda
- 2005 Beaten - als Nancy Warren
- 2005 The Baby War - als Charlotte
- 2002 Re-inventing Eddie - als Sheila
- 2000 Seeing Red - als Matron
- 1998 Girls' Night - als Helen
- 1997 The Fix - als Muriel
- 1995 Daisies in December - als miss Bunch
- 1993 Dancing Queen - als kaartverkoopster
- 1988 Distant Voices, Still Lives - als familielid van Rose

### Televisieseries
Uitgezonderd eenmalige gastrollen.
- 2023 The Power of Parker - als Betty - 3 afl.
- 2019-2020 Emmerdale Farm - als Agatha - 14 afl.
- 2019 Warren - als Sheila - 3 afl.
- 2016 Rovers - als Francis - 6 afl.
- 2012-2016 Scott & Bailey - als Dorothy Parsons - 19 afl.
- 2014 Waterloo Road - als Grace - 4 afl.
- 2008 The Royal - als Doris Nightingale - 2 afl.
- 2006 Waterloo Road - als Estelle Cooper - 8 afl.
- 2004 The Courtroom - als rechter Winifred Hazel - 9 afl.
- 2003 Hollyoaks - als Lillian Hunter - 4 afl.
- 2002 Linda Green - als Tess - 2 afl.
- 1997 Bloomin' Marvellous - als moeder - 4 afl.
- 1994-1995 Ain't Misbehavin - als mrs. Tate - 6 afl.
- 1991 G.B.H. - als Margie - 3 afl.
- 1985-1986 The Practice - als Pauline Kent - 46 afl.
- 1984 Scully - als mrs. Heath - 5 afl.
- 1983-1984 Brookside - als Eileen Salter - 2 afl.
- 1969-1977 Coronation Street - als Janet Barlow / Janet Reid - 38 afl.
- 1971 Persuasion - als Jemima - 2 afl.
- 1967 Inheritance - als Bessie Brigg - 2 afl.
- 1964 Crossroads - als Constance Dory - ? afl.

- Library of Congress Control Number: no2019089353
- Virtual International Authority File: 6651156223665105400007